# Gracià Baban
Gracià Baban (Aragó, 1620 - València, 1676) fou un músic i compositor del segle xvii.
Fou mestre de capella de la Colegiata de Santa Maria de Daroca de la Seu de Saragossa fins al 1649. Al 1653 va esdevenir mestre de capella de la catedral d’Osca, plaça que ocupà fins al 1657 com a successor de Sebastià Alfonso. En aquest període tenia un sou de 120 escuts, i se li va augmentar a 160 ben aviat; però al 1655 demanà un altre augment i no se li concedí, decisió que no agradà gaire a Baban, així que al 1657 acceptà ser Mestre de Capella a la catedral metropolitana de València succeint a Urbán de Vargas, on va ser-hi fins a la seva mort l’any 1675. Allí també va fer de mestre de Lluís Vicent Gargallo, qui l'acabaria succeint a la catedral d'Osca al 1659.
En aquesta mateixa església, se segueixen cantant cada any, durant la cerimònia del Dijous Sant, el motet a 4 veus “Mandatum novum do vobis”, el qual és un exponent acabat de les seves formes harmòniques totalment separades de les renaixentistes. Va viure al carrer de la Confraria de Santa Jaume.
A les seves composicions policorals no hi acostumen a haver les imitacions entre les veus, sinó que predominen les formes harmòniques, amb un diàleg entre cors, no de veus. R. Stevenson pensa que Baban és un compositor amb moltes obres a Hispanoamèrica, lloc on és tan conegut com a Espanya. Hi havia un quadre a la catedral de València (a la capella de Nostra Senyora de les Febres) on apareixia Babán amb els cantors de la Catedral que no es conserva avui en dia. En l'arxiu d'aquesta catedral es conserven més de 40 obres de Baban, algunes escrites per 16 veus en dos, tres i quatre cors i acompanyament d'arpa. A més, també es conserven obres seves a Sogorb, el monestir d'El Escorial, la Biblioteca de Catalunya i la catedral de Màlaga. És un dels compositors més importants del Barroc al País Valencià. Tot i així, és més representant de la tradició espanyola que de la valenciana.